# Vivian Perkovic

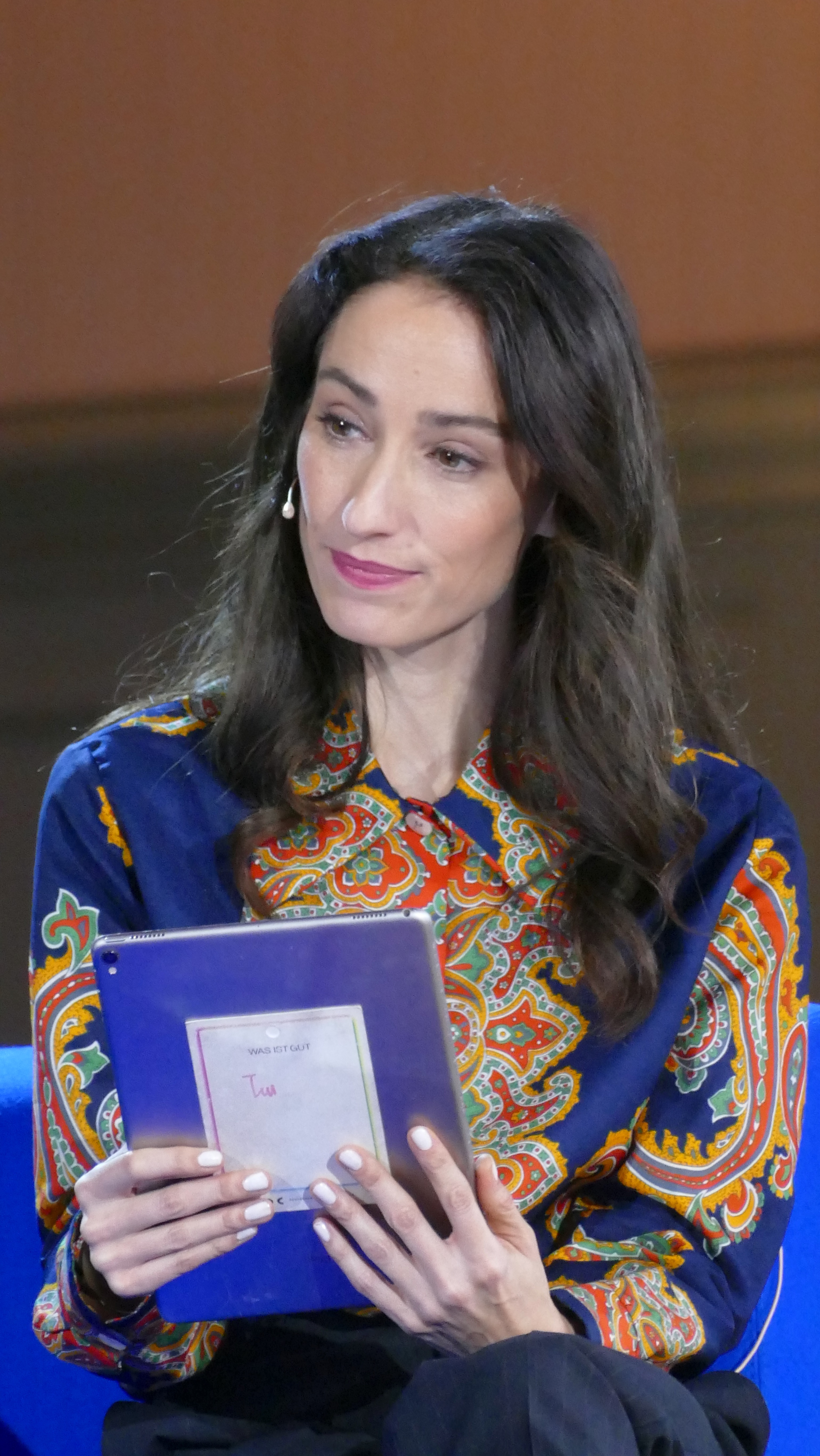
Vivian Perkovic auf dem Blauen Sofa in Leipzig 2022

Vivian Perkovic (* 1978 in Winterberg) ist eine deutsche Journalistin und Fernsehmoderatorin.

## Werdegang
Die Tochter einer Slowenin und eines Serben studierte Germanistik mit Schwerpunkt Medien, Theater und Südslawistik an der Universität Hamburg. Danach volontierte sie beim SWR. Von 2006 bis 2011 war Perkovic Reporterin und Autorin des TV-Magazins cosmo tv beim WDR.
Von 2007 bis 2014 war sie Autorin und Moderatorin im Radiomagazin Breitband beim Deutschlandradio Kultur sowie von 2008 bis 2014 Autorin und später Moderatorin beim WDR-Radiosender Funkhaus Europa. Im Bayerischen Fernsehen war sie von 2011 bis 2013 Moderatorin der täglichen Live-TV-Sendung On3-südwild, und von 2013 bis 2014 Moderatorin und Reporterin des TV-Magazins Puls. Von 2014 bis 2016 war sie als Moderatorin und Reporterin des TV-Magazins jetzt mal ehrlich tätig. 
Seit 2008 ist sie Musikkritikerin beim Musikalischen Quartett im Soundcheck bei RBB radioeins und seit 2014 Moderatorin für das Musikmagazin Tonart und das tagesaktuelle Kulturmagazin Fazit von Deutschlandradio Kultur. Zwischen 2013 und 2015 arbeitete sie als Moderatorin und Reporterin des TV-Wissensmagazins WTF beim SWR.
Seit Januar 2017 ist sie Teil des Moderatorenteams der Sendung Kulturzeit von 3sat.
Sie ist Mitglied des Kuratoriums der Carl Richard Montag Förderstiftung.

## Auszeichnungen
2010 wurde sie mit dem Kausa-Medienpreis des BMBF in der Kategorie Fernsehen ausgezeichnet.
2015 wurde sie zusammen mit der Redaktion von jetzt mal ehrlich mit dem Münchner Sozialcourage Medienpreis der Caritas ausgezeichnet. In der Jury-Begründung heißt es: „Starke Begegnungen, überzeugend in der Art wie die Journalistin und Moderatorin Vivian Perkovic sich einbringt: Empathie für die Betroffenen auf Augenhöhe, ohne dass die journalistische Distanz dabei verloren geht.“
2022 ist sie, zusammen mit der Redaktion, in der Kategorie „Beste Information“ mit dem Deutschen Fernsehpreis ausgezeichnet worden.